# 琉球歴史ドラマ 尚巴志
琉球歴史ドラマ 尚巴志は土田豪介が監督・脚本を手掛ける、三山時代から琉球王国時代を舞台とし、史実をもとにしたフィクションで構成された歴史ドラマ。

## 概要
第一尚氏の始まりを描いた琉球歴史ドラマ。琉球放送で2017年3月15日～3月29日にかけて放送された。全3回。また、2024年に『琉球歴史ドラマ 阿麻和利』が放送されることに先駆けて同年に再放送された。

## 登場人物

### 南山王国
尚巴志（さはち）
演 - 金城大和
佐敷の按司である苗代大親の息子。よく那覇の港へ出かけている。
血気盛んな一面もあるが領地の民のために自分の刀を売って鉄を買い、地盤の固い土地を耕しやすくするために鉄の鍬を与えるなど、民のことを考えている。
大里に攻め込まれた際に妻の真鶴を亡くし、怒りに任せて迎え撃ち、屋冨祖大親を討ち取る。しかし自分の復讐のために大勢の民を殺してしまったことを後悔し、マツを引き取って琉球統一を誓う。
程復の提案もあり、汪応祖と同盟を組んで貿易を独占している中山王・武寧を倒した後、程復や本部平原の暗躍により北山王・攀安知と戦うことになる。マツを失いながらも北山に勝利し、三山統一を成し遂げて琉球国中山王となる。

真鶴
演 - 比嘉梨乃
さはちの妻。穏やかに暮らしていくことを願っていたが、大里が攻め込んできた時に子ども達をかばって命を落とす。

苗代大親/尚思紹
演 - 玉城盛義
佐敷按司。争いより農業に力を入れ、佐敷を豊かな土地へと変えた。
農民が農地を広げる相談に来た時にさはちに任せ、その結果を見てさはちには民を導く力があることに安堵し隠居を決めが、さはちが中山王・武寧を倒したあと、中山王として冊封を受けて尚思紹王となる。

マツ/平田大親
演 - 普久原男
元は大里の農民。大里が佐敷に攻め込んだ際には兵として駆り出されていたが、その時に父を亡くしている。
父の仇とさはちに挑むが気を失ってしまい、さはちに拾われた。
その後はさはちの義弟となり、さはちを支える。
汪応祖が達勃期により討たれた時はさはちから兵を預かり汪応祖の息子・他魯毎の援軍に駆けつけて、その功績で平田の地を与えられ、平田大親となった。
北山との戦になった際には手負いのまま攀安知と戦うが、力及ばず敗れる。

商人
演 - 知念臣一郎
那覇の商人。さはちが鉄を欲しがったことで鉄を仕入れる。
さはちがその鉄を買おうとした時には中山に売る手はずとなっており、どうしてもと言われてさはちの刀と引き換えに鉄を売る。

佐敷農民
演 - まさき 他
農地を広げることを苗代大親に相談しに来た農民。鉄製の農具を与えられ、喜んで農業に励む。
佐敷が攻め込まれた際はさはちと共に戦に参加している。

大里農民
演 - 久場長秀 他
不作にも関わらず年貢が厳しく、豊作が続く佐敷を頼ってさはちに助けを求める。
大里が佐敷に攻め込んだ際には兵として駆り出された。

美里大親
演 - 海老原幹也
苗代大親の息子で、さはちの弟。

場天ノロ
演 - 仲田まさえ
佐敷の司祭。度々さはちに助言を与える。

汪応祖
演 - 長浜之人
島添大里按司の次男で、後の南山王。大里と佐敷との同盟を持ちかけた。自身が南山王となり、屋冨祖大親が大里按司になった後、屋冨祖大親が按司の器ではないことをさはちに告げ、手を切ってはどうかと勧める。
その後さはちと同盟を組み、さはちが中山王と戦をした際には援軍として駆けつけた。
兄の達勃期により討たれる。

屋冨祖大親
演 - 翁長大輔
島添大里按司の三男で、後の島添大里按司。大里と佐敷の同盟の提案の際、汪応祖に同行していたが、高圧的な態度を取っていた。
大里の米の収穫量が減った際に我那覇の提案に乗ろうとしたが、更に佐敷の領地ごと手に入れることを目論む。
戦になりマツを逃がそうとしたマツの父を足蹴にし、逃げることを許さなかった。
さはちと戦い、敗れる。

我那覇
演 - あったゆういち
屋冨祖大親の部下。大里の米の収穫量が減った際に佐敷からの貢ぎ物を増やすかどうかを屋冨祖大親に提案した。
戦になった際は屋冨祖大親と共に戦うが、さはちに斬られた。

懐機
演 - 越智俊光
久米村の華人。さはちを先見の明がある人物と見込んでいる。
程復に言われてさはちの臣下となったが、真摯にさはちを支え、信頼を得て後に国相となる。

### 北山王国
攀安知
演 - 岸本尚泰
北山王。那覇の港でさはちと出会い、さはちの刀に興味を示して売ってくれと申し出るが断られる。
二度目にさはちと会った時も友好的な態度を取っていたが、乙樽を殺され、中山を滅ぼすことを決意する。
その後さはちと同じく三山統一を目指していることを懐機に話すが、戦うしかないことを告げて懐機を帰す。
戦が始まると平田大親と戦ってこれを討ち取り、続けてさはちと戦うが、城に火を放たれたことで戦場を離れる。守り石の前で本部平原と再会するも斬られて傷を負い、その際に本当に乙樽を殺したのは本部平原であったことを知り、本部平原を斬り捨て、その後自害した。

乙樽
演 - 大城優紀
攀安知の側室。程復に唆された本部平原に殺される。

本部平原
演 - 知念臣悟
攀安知の側近。乙樽を殺せば北山王にしてやると程復に唆され、乙樽を殺す。
その後程復に言われた通り乙樽を殺したのはさはちだと攀安知に報告し、戦になるように仕向ける。
戦が始まると攀安知が直接打って出るように進言し、自身は忍び込んできた護佐丸を見つけるが「俺を北山王にしろ」と言い残して護佐丸をわざと見逃した。

### 中山王国
護佐丸
演 - 安泉清貴
山田按司。攀安知の一族を自分の一族の宿敵としている。
中山と北山が戦になった際にはさはちに加勢し、さはちとは別行動で今帰仁グスクに忍び込む。その時本部平原に見つかっているが、本部平原は「俺を北山王にしろ」と言い残して去っている。

真鍋金
演 - 比嘉梨乃
伊覇按司の娘で、護佐丸のいとこ。真鶴と瓜二つの顔をしている。

山賊
演 - 具志堅将司、新川祥平
読谷山の山賊。真鍋金を襲っているところでさはちと鉢合わせ、撃退される。

### 華人
亜蘭匏
演 - 土方浄
那覇の港の市場を視察し、個人の貿易を禁じる布令を知らずに商売をしていた商人に中国語でそれを告げ、商品を没収させた。

程復
演 - 神崎英俊
中山王・武寧を倒し、自由な貿易を取り戻してほしいとさはちに相談を持ちかける。その時に火矢を与えると言い、懐機をさはちの臣下として預ける。貿易の独占を目論んでのことであったが、さはちが自由な貿易をしようとしていることを知り、北山の勢力を動かして戦になるように仕向ける。
更にさはちが邪魔になり、刺客を差し向けるが失敗。明に帰ろうとしたが何者かに暗殺された。

王茂
演 - 張念祖
中山王・武寧の貿易独占状態を打破する方法を程復とともに考えていたが、程復はやりすぎたと考えており、決別することとなった。

### その他
冊封使
演 - 趙軍
三山を統一した尚巴志に、冊封を授けに来た明の皇帝からの使い。

## スタッフ
- 脚本・監督・撮影 - 土田豪介
- 題字 - 豊平峰雲
- ナレーション - 国仲涼子、あったゆういち（尚巴志のあしあと）
- 製作統括 - 與那覇博明、小濱裕
- プロデューサー - 島尻一
- ラインプロデューサー - 鳥越一枝
- 時代考証 - 賀数仁然
- 撮影 - 山内遼史、高良繁久
- 照明 - 上原章悟
- 録音 - 当真嗣聡
- 美術統括 - 佐久川政人
- 美術 - 木下沙和美
- 衣裳 - 藏當慎也、金城菜々美
- ヘアメイク - 新城雪恵
- 髪結い - 濱島いずみ
- 編集 - 土屋幸司
- 助監督 - 石田玲奈
- MA - 平敷飛鷹
- 大道具 - 小波津誠
- 殺陣 - 翁長大輔
- 空撮 - 中野行雄
- 特殊効果 - 仲間健、下里和也
- 翻訳 中国語指導 - 仲嶺真輝
- 通訳 - 三國雅雪
- スチール - 福澤卓弥
- 監督助手 - 前里茜、宮城逸子
- 撮影助手 - 仁木里茶
- 照明助手 - 知念求、久保田智文、大城幹
- 録音助手 - 松本博史
- 美術助手 - 立津将悟
- ヘアメイク助手 - 友寄みずの
- 髪結い助手 - ロミナ
- インターン(#2,3) - 川端見歩、渡嘉敷翼
- 演出部応援 - 砂川敦志、名嘉真崇介
- 制作部応援 - 湧川敬介、伊波勇作、島袋孝道、平良幸乃、下條志津也
- 美術応援 - 名嘉一、大山若菜、富川盛光、金城大河
- 着付け応援 - 森屋菜津美、平田葵衣、崎山美弥希、具志堅真未、辻村しずか、大嶺碧
- ロケ地協力 - 体験王国むら咲むら
国営沖縄記念公園（海洋博公園）おきなわ郷土村
那覇市市民文化部文化財課 玉陵 識名園
一般社団法人那覇市観光協会 福州園
南城市教育委員会 糸数城跡 垣花樋川
糸数自治会　垣花区　佐敷自治会　津波古自治会
楚辺自治会　真栄田公民館
かーぶちやー　嶺井時光
玉木哲太郎
- 美術協力 - 沖縄県三線製作事業協同組合
かまはらそば 古美術なるみ堂
川上達也 崎山哲也
高津装飾美術株式会社
一般財団法人沖縄美ら島財団 首里城公園
壺屋焼・古美術 陶宝堂
中城村歴史資料図書館
仲嶺舞踊小道具店
うるし工房ぬりトン
- 協力 - 上原直彦　アンドフィルムスタジオ沖縄営業所　キャッツアイ
うみかぜホースファーム　少林寺流洗心館
スキップ　仲嶺舞踊小道具店　FECオフィス
イマジン　沖縄県剣道連盟 居合道)　那覇市歴史博物館
free style　TAO Factory　SKY VISION OKINAWA
VIVA RYUKYU　NEXT HEROES　専門学校ITカレッジ沖縄(#2,3)
fm那覇　CMC　手づくり甲冑工房いっき　山内昌也
上田真弓　マイクスギヤマ　加藤新吾　李舒陵
- エキストラ - 知念誠　西平士郎　玉城裕貴　真栄城守人
松村優樹　西平寿久　座安優弥　照屋大地
中山祐貴(#1)　ちゅうざん(#2,3)　田島龍　赤嶺孝太　知花輝
石原昌光　与座甲也　山元龍一　大城日武和
稲村孝造　知念駿直　仲間公彦　安仁屋舜
大城清貴　知念大介　當銘孝啓　大城孝充
宗像浩司　喜屋武和将　佐和田瞬　小橋川飛鳥
仲宗根健　砂川正人　夏目龍一　翁長武義
比嘉良輝　橋本英記　砂川恵太　中山祐貴(#1)
平原伸泰　渡邉契一　大城賢吾　上原哲
貝塚武士　町田宗光　上間徹　近藤勇次郎
照屋尚司　稲福昇　與那覇博一　新垣善将
松本聖司　比嘉哲也　與那覇保　前田和幸
國吉靖　仲村喜人　高島忠　鍋倉憲司
下地哲　平良亮　福地正明　与那城徳仁
太田守哉　奥原政道　赤嶺翔　仲本台起
平川辰寛　親泊智晴　山元朝順　東恩納直樹
大學龍之介　岩田勇人　今井憲和　當山與市郎
- 衣裳協力 - 首里琉染
- 楽曲協力 - 石塚玲依、當眞一[注釈 2]
- 特別協力 - 南城市
- 企画・制作協力 - RBCビジョン
- 製作著作 - 琉球放送

## 放送日程
| 話数  | 放送日         | 再放送日      | タイトル                     | 尚巴志のあしあと                                                                                           |
| ----- | -------------- | ------------- | ---------------------------- | --- |
| 第1話 | 2017年 3月15日 | 2024年 1月2日 | 琉球王国をつくった英雄       | 佐敷グスク、島添大里グスク                                                                                 |
| 第2話 | 3月22日        | 1月3日        | 盟友、護佐丸・懐機との出会い | 久米村、座喜味グスク、山田グスク跡、山田谷川橋、護佐丸父祖の墓                                             |
| 第3話 | 3月29日        | 1月13日       | 尚巴志vs北山王               | 今帰仁グスク跡、テンチジアマチジ御嶽、千代金丸、読谷村、玉陵、尚巴志の墓(読谷村)、佐敷ようどれ(尚思紹の墓) |